# Робин Гуд (фильм, 2010)
«Ро́бин Гуд» (англ. Robin Hood) — художественный фильм Ридли Скотта, снятый по мотивам легенд о Робине Гуде. Роль легендарного лучника исполняет Рассел Кроу. Премьера фильма состоялась 7 мая 2010 года, в России — 12 мая 2010 года. Идею фильма Universal получила в 2007 году, когда был написан сценарий под названием «Ноттингем» (англ. Nottingham). Фильм должен был рассказывать о подвигах Шерифа Ноттингемского, которого и должен был играть Кроу. Но Ридли Скотта не устроил сценарий, и в течение 2008 года он был переписан в историю становления Робина Гуда на путь разбойника. Сам шериф был сохранён как часть истории, хотя его роль была сведена к трем эпизодам. «Ноттингем» был переименован для того, чтобы название фильма выглядело более традиционно. Съёмки фильма начались 30 марта 2009 года.
Снятый фильм посвящён создателями своему другу и коллеге Брэту Джонсону (1958—2010).

## Сюжет
«Во времена тирании и несправедливости, когда закон угнетает народ, преступник занимает своё место в истории.
Англия на рубеже XII века была именно таким временем.
Король Ричард Львиное Сердце, разорённый богатством и славой, возвращается в Англию после десяти лет крестового похода.
В его армии есть лучник по имени Робин Лонгстрайд.
Это история про его возвращение домой, где за то, что он противопоставил слабого сильному, он будет объявлен вне закона.»
Оригинальный текст (англ.)In times of tyranny and justice who law oppresses the people, the outlaw takes his place in history.

England at the turn of the 12th century was such a time.
King Richard the Lion Heart bankrupt of wealth and glory, is plunuering his way back to England after ten years on his Crusade.
In his army is an archer named Robin Longstride.

This is the story of his return home where, for defining the weak against the strong he will be condemned to the outside the law.
— Вступление
В 1199 году Робин Лонгстрайд является лучником в армии Ричарда Львиное Сердце, ныне осаждающей французский замок Шалю-Шамброль. Ветеран крестового похода, он разочарован и устал от войны, в чём честно признаётся королю, снискав его уважение за честность. Несмотря на это, он приказывает заковать в колодки Робина вместе с его друзьями Аланом-а-Дэйлом, Уиллом Скарлетом и Малышом Джоном за драку.
В ходе штурма Ричард умирает от самострельной стрелы, выпущенный поваром из осаждённой крепости. После этого Робин с товарищами решает покинуть ряды войска и вернуться в Англию. В это время в Фонтенбло французский король Филипп договаривается со сторонником принца Иоанна сэром Годфри о нападении на отряд английских рыцарей, среди которых будет и Ричард, со смертью которого королём станет Иоанн. Однако нападению подвёргся отряд, вёзший на родину корону покойного Ричарда. Налётчики сталкиваются с Робином и его друзьями, и удается отбить нападение, а Робин ранит Годфри в лицо. Умирающий английский рыцарь Роберт Локсли просит Робина выполнить миссию по доставке короны и ещё отвезти его меч к отцу, в Ноттингем. Чтобы проникнуть на корабль, солдаты переодеваются в одежды убитых и решают выдать себя за них.
Прибыв в Англию, Робин передаёт корону Иоанну, став невольным свидетелем его коронации. Новому правителю пришлось иметь дело с казной, опустошённой военными походами и уплатой выкупа за Ричарда австрийскому герцогу Леопольду. Чтобы исправить ситуацию, Иоанн решает поднять налоги, для чего отправляет сэра Годфри к северу страны на сбор недоимок. Робин же прибывает в Ноттингем, где встречается с пожилым и ослепшим отцом Роберта Уолтером Локсли. Тот просит лучника продолжить выдавать себя за его сына, иначе, со смертью наследника, поместье достанется королю. Вдова Роберта Леди Мэрион холодно относится к гостю, но её отношение меняется, когда тому удаётся спасти местных жителей от будущего голода, выкрав десятинное зерно для посадки пшеницы.
Действия Годфри на севере привели к ярости местных баронов, которые решают встретиться с королём. Робин находится в их числе. Он предлагает Иоанну подписать Великую хартию вольностей, чтобы обеспечить права населения и объединить страну. К этому времени становится известно о планах Филиппа высадиться на острове и измене сэра Годфри, чьи солдаты разграбляют Ноттингем и убивают Уолтера. Только вместе с баронами Роберту удаётся победить врага.
Во время высадки французов у белых скал Дувра, Робин ведёт в атаку объединённое войско. Годфри пытается убить Мэрион, после чего бежит, но его настигает стрела Локсли. Филипп прекращает наступление, осознав невозможность покорить Англию. Когда французские солдаты сдаются в плен Робину вместо Иоанна, последний начинает бояться за свою власть. В Лондоне король отказывается от данного им обещания подписать хартию, после чего объявляет Локсли вне закона. Шериф Нотингема объявляет об указе простому народу, но Робин вместе с Мэрион и соратниками уже бежали в Шервудский лес. История Робин Гуда начинается...

## В ролях
| Актёр            | Роль                            |
| ---------------- | ------------------------------- |
| Рассел Кроу      | Робин Лонгстрайд / Робин Гуд    |
| Кейт Бланшетт    | Леди Мэрион                     |
| Уильям Хёрт      | Уильям Маршал, 1-й граф Пембрук |
| Марк Стронг      | сэр Годфри                      |
| Марк Эдди        | Брат Тук                        |
| Оскар Айзек      | Иоанн Безземельный              |
| Дэнни Хьюстон    | Ричард I Львиное Сердце         |
| Кевин Дюранд     | Малыш Джон                      |
| Скотт Граймс     | Уилл Скарлет                    |
| Мэттью Макфейден | Шериф Ноттингема                |
| Айлин Эткинс     | Алиенора Аквитанская            |
| Макс фон Сюдов   | сэр Уолтер Локсли               |
| Алан Дойл        | Алан-а-Дэйл                     |
| Леа Сейду        | принцесса Изабелла              |
| Дуглас Ходж      | Роберт Локсли                   |
| Джонатан Цассаи  | Филипп II Август                |

## Критика
Фильм получил смешанные отзывы критиков. На сайте Rotten Tomatoes фильм имеет 43 % положительных рецензий на основе 215. Metacritic дал фильму 53 процента хороших оценок.